# Valentino Varela

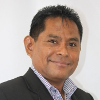
Valentino Varela

Valentino Varela ist ein osttimoresischer Politiker der Partei Congresso Nacional da Reconstrução Timorense (CNRT).

## Werdegang
Cruz wurde am 8. August 2007 als Staatssekretär für Viehzucht unter Premierminister Xanana Gusmão vereidigt. Das Amt behielt er auch nach den Parlamentswahlen in Osttimor 2012 bei der Regierungsneubildung. Mit der Regierungsumbildung am 11. Februar 2015 wurde die Position unter dem neuen Premierminister Rui Maria de Araújo gestrichen und Varela verlor sein Amt.